# Bhedihari
Bhedihari (nepalski: भेडिहारी) – gaun wikas samiti w środkowej części Nepalu w strefie Narajani w dystrykcie Parsa. Według nepalskiego spisu powszechnego z 2001 roku liczył on 742 gospodarstw domowych i 4892 mieszkańców (2351 kobiet i 2541 mężczyzn).